# Bourlers

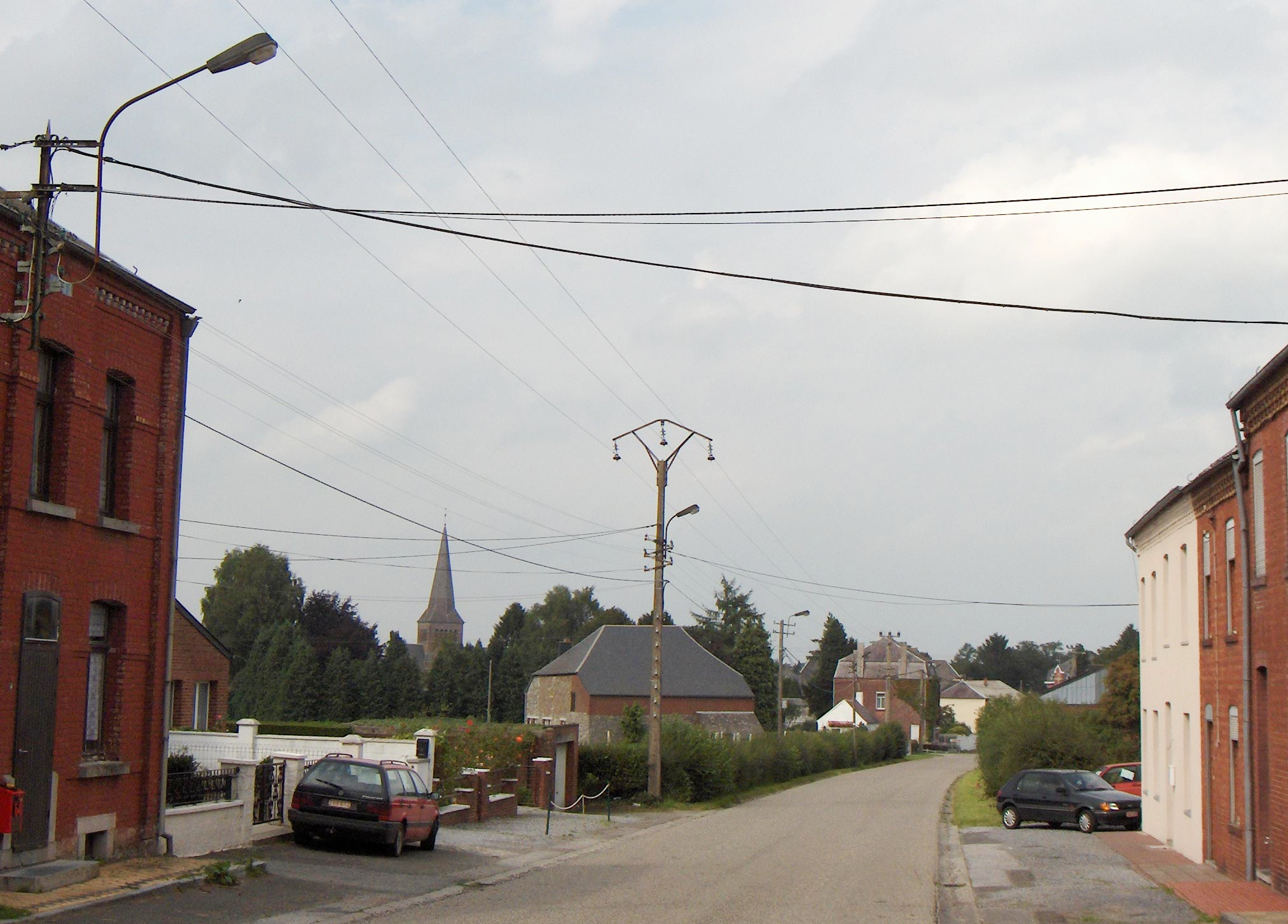
Zicht op het dorp vanaf het zuiden, rue des Trappistes

Bourlers is een dorp in de Belgische provincie Henegouwen en een deelgemeente van de Waalse stad Chimay.
Bourlers was een zelfstandige gemeente, tot die bij de gemeentelijke herindeling van 1977 toegevoegd werd aan de gemeente Chimay.

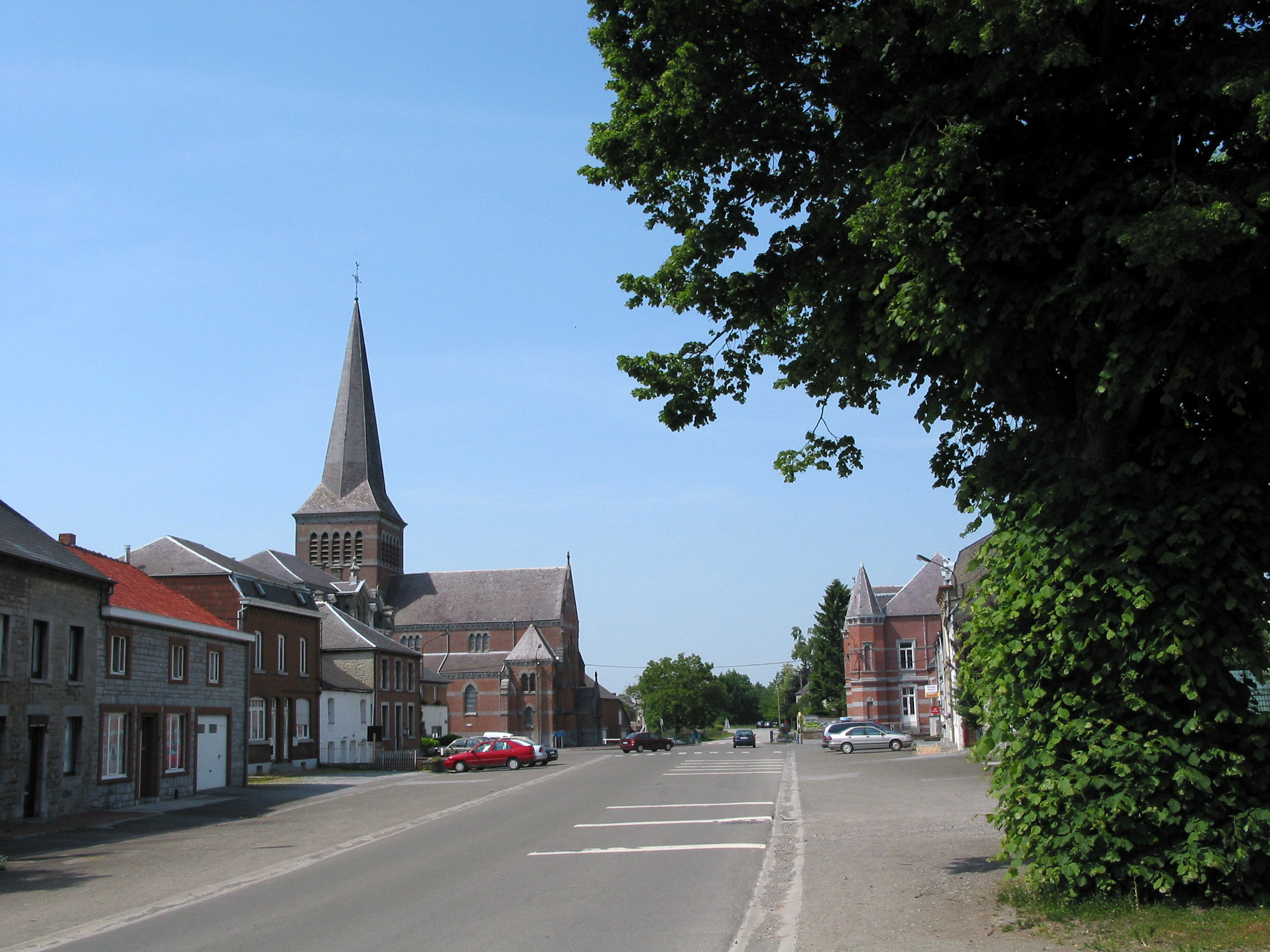
De kerk van Bourlers

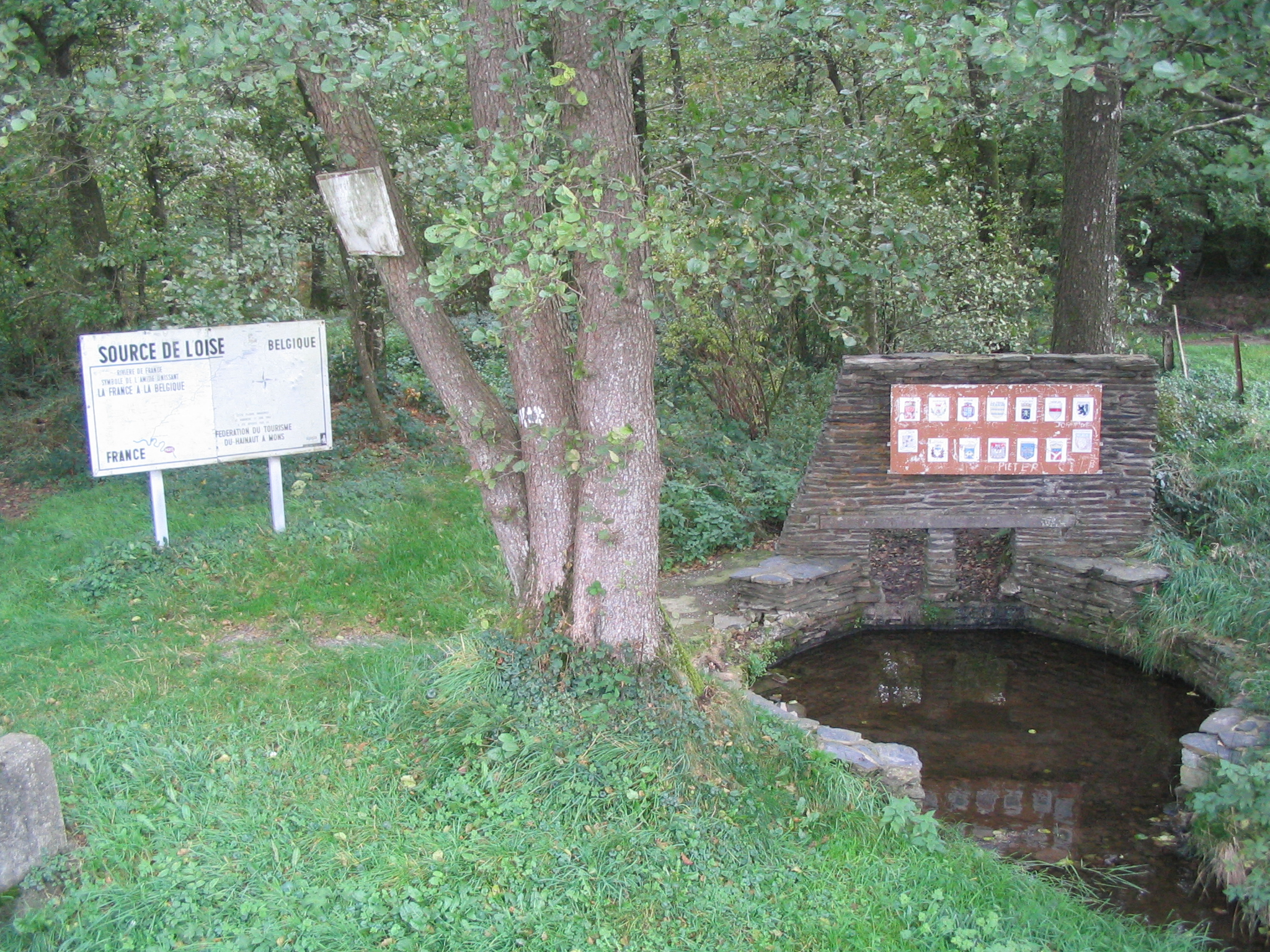
De bronnen van de Oise.

In de deelgemeente ontspringt de rivier de Oise.

## Demografische ontwikkeling
- Bronnen:NIS, Opm:1831 tot en met 1970=volkstellingen, 1976= inwoneraantal op 31 december